# Рудольф I (герцог Баварії)
Рудольф I Затинака (*Rudolf I der Stammler, 4 жовтня 1274 — 21 серпня 1319) — герцог Баварії та пфальцграф Рейнський у 1294—1317 роках.

## Життєпис

### Молоді роки
Походив з династії Віттельсбахів. Старший син Людвіга II, герцога Баварії та пфальцграфа Рейнського, від третього шлюбу з Матильдою, донькою Рудольфа I Габсбурга, короля Німеччини. Народився у 1274 році у Базелі. Дитинство провів разом з батьком в Ландсгуті. Потім перебрався до Гейдельсбергу, столиці пфальграфства.

### Володарювання
Після смерті батька в 1294 році разом з братом Людвігом успадкував Верхню Баварію та пфальцграфство Рейнське. Втім до 1296 року регентшею була їх мати — Матильда Габсбург. 1294 року Рудольф I оженився на доньці графа Нассау.
У конфлікті за корону Німеччини Рудольф I підтримав тестя Адольфа Нассауського проти свого стрийка Альбрехта Габсбурга. Брав участь у битві при Гельгаймі, де Адольф зазнав поразки, після чого Альбрехт став новим королем Німеччини.
14 жовтня 1300 Рудольф I разом з архієпископами Кельнським, Трірським, Майнцьким зустрівся на березі Рейну в Гаймбасі, де вони уклали союз, спрямований проти короля Альбрехта I. Втім останній перейшов у наступ, захопивши пфальцграфство Рейнське. Рудольф I не чекав такої спритності від супротивника, тому невдовзі здався. Йому довелося погодитися на те, що його молодший брат Людвіг, який виховувався у Відні став співволодарем герцогства.
У 1308 році після вбивства Альбрехта I його небожем Іоганном Рудольф I планував висунути свою кандидатуру на посаду короля, проте цьому завадив Петро фон Аспельт, архієпископ Майнцький. На нових виборах короля Німеччини Рудольф I проголосував за Генріха, графа Люксембуруг.
У 1310 році він брав участь у поході Генріха VII до Італії, де той домовився з папою римським Климентом V про терміни коронації в якості імператора Священної Римської імперії, проте швидко звідти повернувся у зв'язку зі смертю свого родича Стефана I, герцога Нижньої Баварії. Намагався стати опікуном його малолітніх синів, проте Рудольфа I випередив брат Людвіг IV.
У Рудольфа I склалися складні стосунки з молодшим братом Людвігом IV, і в 1310 році брати домовилися розділити герцогство: Рудольфу повинен був відійти Мюнхен, а Людвігу — Інгольштадт. Рудольф I отримав Рейнське пфальцграфство і території в баварському Нордгау на північ від річки Дунай з центром в місті Амберг. Оскільки цей регіон був політично пов'язаний з Рейнським пфальцграфством, він отримав назву Верхній Пфальц («Oberpfalz») на відміну від Нижнього Пфальца, розташованого на берегах Рейну. 1312 року разом з братом стає опікуном родича Генріха XV. Активність Габсбургів в Нижній Баварії привела до того, що в 1313 році брати відмовилися від розділу і домовилися спільно протистояти експансії Габсбургів.
На виборах 1314 року у Франкфурті-на-Майні Рудольф I проголосував не за свого брата, а за його опонента — Фрідріха Австрійського, в результаті чого в Німеччині виявилося відразу два обраних короля, між якими почалася війна. У 1317 році Рудольф I за домовленістью з Людвігом IV відмовився від управління володіннями на користь брата, поки не вирішиться конфлікт між Людвігом IV і Фрідріхом. Слідом за цим рушив до Англії, де помер у 1319 році.

## Родина
Дружина — Мехтільда, донька Адольфа, короля Німеччини.
Діти:
- Людвіг (1297—1311)
- Адольф (1300—1327), пфальцграф Рейнський
- Рудольф (1306—1353), пфальцграф Рейнський
- Рупрехт (1309—1390), пфальцграф Рейнський
- Матильда (1312—1375), дружина Іоганна III, графа Спонгейма
- Анна (1318—1319)